# ミッドナイト・スカイ
『ミッドナイト・スカイ』（The Midnight Sky）は、2020年のアメリカ合衆国のSF映画。ジョージ・クルーニー監督・製作・主演。
リリー・ブルックス＝ダルトン原作のSF小説『世界の終わりの天文台』の映画化。Netflixオリジナル映画。

## ストーリー
ある日突然、地球が何らかの理由により人類滅亡の危機に瀕する。そんな中、科学者のオーガスティンは一人北極に残り、宇宙飛行士のサリーは宇宙探査ミッションを経て地球に帰還しようとする宇宙船からそれぞれ地球の危機を救おうとする。

## キャスト
※括弧内は日本語吹替
- オーガスティン・ロフトハウス: ジョージ・クルーニー（小山力也[4]）
  - 若い頃のオーガスティン：イーサン・ペック（英語版）（小山力也）
- アイリス・"サリー"・サリヴァン: フェリシティ・ジョーンズ（渋谷はるか）
  - アイリス / 若い頃のサリー：カイリン・スプリンガル（岡田日花里）
- ミッチェル大佐: カイル・チャンドラー（てらそままさき）
- サンチェス: デミアン・ビチル（ふくまつ進紗）
- ゴードン・アドウォール船長: デヴィッド・オイェロウォ（楠大典）
- マヤ・ローレンス: ティファニー・ブーン（英語版）（種市桃子）
- ジーン・サリヴァン：ソフィー・ランドル（英語版）（川庄美雪）
- メイソン・モズリー：ティム・ラス
- ミッチェルの妻：ミリアム・ショア（英語版）